# Aristauerhof

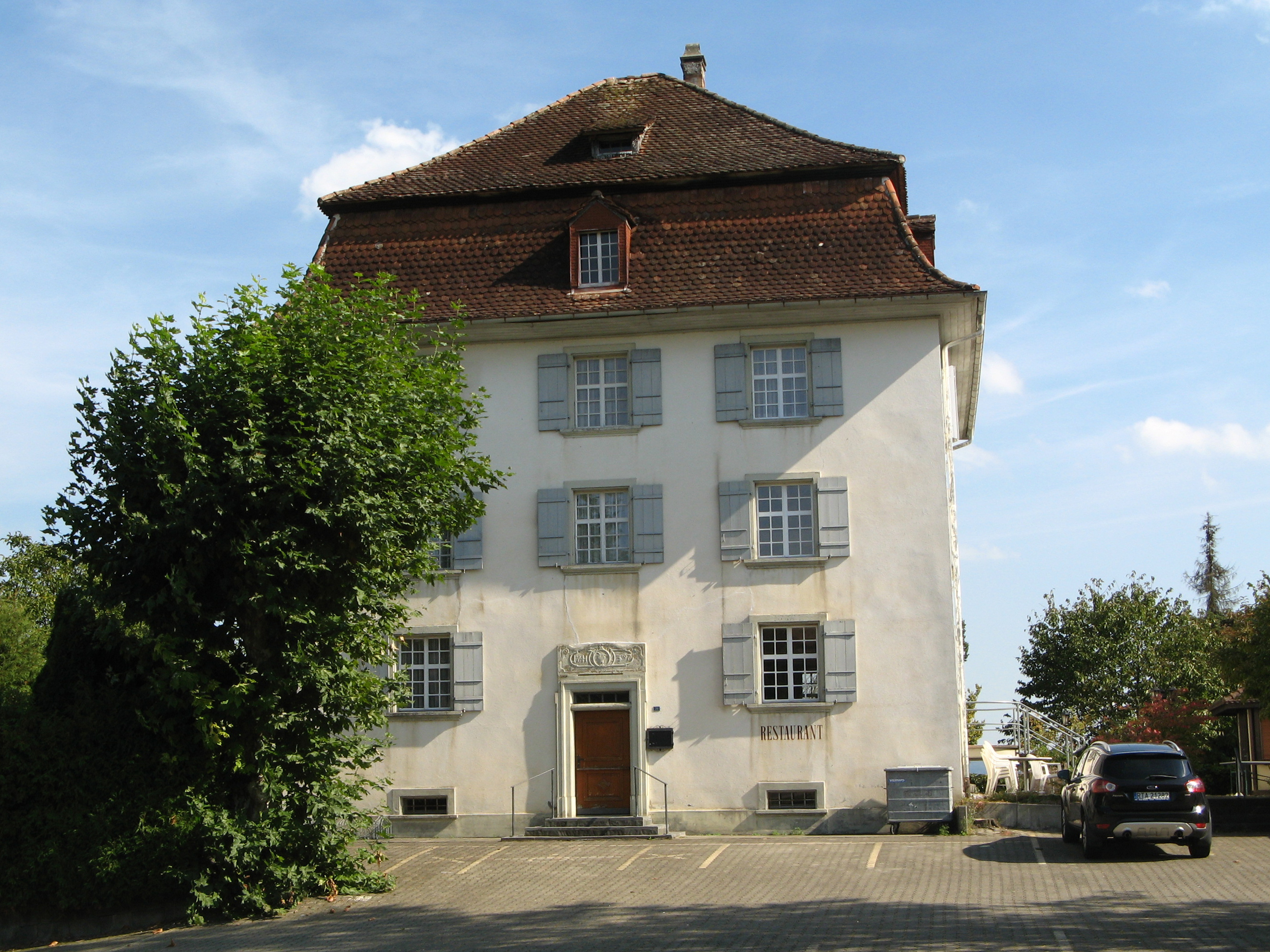
Aristauerhof

Der Aristauerhof (auch Stierlihaus genannt) ist eine Gaststätte in Aristau im Kanton Aargau. Das Gebäude im frühklassizistischen Stil steht unter kantonalem Denkmalschutz und befindet sich unmittelbar neben der Johanneskapelle.
Am Standort des Aristauerhofs befand sich im Mittelalter eine kleine Burg, die im Besitz der Herren von Baar war und 1386 während des Sempacherkriegs von den Eidgenossen zerstört wurde. Heinrich Stierli liess 1797 das heute bestehende Gebäude errichten und eröffnete darin eine Gaststätte. Eine Restaurierung erfolgte 1969. Zwanzig Jahre später wurde das Gartenrestaurant mit einem Pavillon neu gebaut, ebenso ein Eingang mit Treppe an der Südfassade. Das Restaurant ist derzeit (2012) geschlossen, es werden nur die Zimmer vermietet.
Der Aristauerhof ist ein typischer Vertreter des ländlichen Klassizismus. Er präsentiert sich als strenger, verputzter Würfelbau mit 3×3 Achsen unter einem Mansarddach. Das Eingangsportal an der Westfassade ist mit dem Wappen von Heinrich Stierli geschmückt, das einen Stierkopf zeigt. Von der Inneneinrichtung erhalten geblieben sind das Treppengeländer mit Balustern und ein blau bemalter Ofen von 1837.